# Le Sortilège de Shanghai
Pour plus de détails, voir Fiche technique et Distribution.
Le Sortilège de Shanghai (El embrujo de Shanghai) est un film espagnol réalisé par Fernando Trueba, sorti en 2002.

## Synopsis
Pendant la guerre d'Espagne, à Barcelone, un maquisard embarque pour Shanghai afin de mener une mission très risquée.

## Fiche technique
- Titre : Le Sortilège de Shanghai
- Titre original : El embrujo de Shanghai
- Réalisation : Fernando Trueba
- Scénario : Fernando Trueba d'après le roman du même nom de Juan Marsé
- Musique : Antoine Duhamel
- Photographie : José Luis López-Linares
- Montage : Carmen Frías
- Production : Andrés Vicente Gómez et Cristina Huete
- Société de production : Antena 3 Televisión, Lolafilms, Pyramide-Orsans Productions, Shanghai Spell, TeleMadrid et Vía Digital
- Société de distribution : Artédis (France)
- Pays de production :  Espagne,  France et  Royaume-Uni
- Genre : drame
- Durée : 119 minutes
- Dates de sortie : 
  - Espagne : 12 avril 2002
  - France : 23 février 2005

## Distribution
- Fernando Tielve : Dani
- Aida Folch : Susana
- Ariadna Gil : Anita / Chen
- Fernando Fernán Gómez : le capitaine Blay
- Eduard Fernández : Forcat
- Antonio Resines : Kim
- Rosa Maria Sardà : Betibú
- Jorge Sanz : Denis
- Juan José Ballesta : Finito Chacón
- Cristina Dilla : la mère de Dani
- Joan Borràs : Dr. Barjau
- Götz Otto : Omar
- Féodor Atkine : Michel Levy
- Philippe Beglia : Lambert
- Bebo Valdés : le pianiste
- Sarllya : la chanteuse
- Josep Clarà : Joyero
- Vicente Gil : Vecino

## Distinctions
Le film a été nommé pour six prix Goya et en a reçu trois : meilleure direction artistique, meilleurs costumes et meilleurs maquillages et coiffures.